# Лакшмана Сена
Лакшмана Сена (бенг. লক্ষ্মণ সেন;1178—1206) — третий правитель индуистской династии Сена. Правил Бенгалией в течение 27 лет с 1179 по 1206 год. История его правления была реконструирована по сохранившимся надписям. Лакшмана Сена был последним в истории правителем объединённой Бенгалии.

## Биография
Перед тем, как Лакшмана Сена пришёл к власти, он победил правителей Гауды и Варанаси, а также совершил военные походы против соседних государств Камарупа и Калинга. Эти победы были достигнуты Лакшманом Сеной в юном возрасте, возможно в период правления его деда, Виджая Сены, который также воевал с царями Гауды, Калинги, Камарупы и с правителем Варанаси из династии Гахадавала. Вероятно, Лакшман Сена был первым царём династии Сена, принявшим титул «Гаудешвары» («властителя Гауды»). Так как не существует надписей, в которых этим титулом называют Виджаю Сену или Валлалу Сену, некоторые исследователи предположили, что Лакшман Сена был первым правителем династии, которому удалось установить полный контроль над Гаудой. Большинство исследователей, однако, полагают, что уже в период правления Виджаи Сены династия взяла под свой контроль всю территорию Бенгалии. Ни в одном из сохранившихся источников не существует упоминания о завоевании Бенгалии Лакшманом Сеной. В то же самое время существует много свидетельств того, что уже в период правления Виджаи Сены и Валлалы Сены династия правила всей Бенгалией.
На обнаруженных медных пластинках, относящихся к периоду правления сыновей Лакшмана Сены, говорится о том, что он построил ряд монументов в ознаменование своих побед в Пури, Варанаси и Аллахабаде. В этих надписях прославляются военные достижения Лакшмана Сены, однако из их содержания невозможно заключить, привели ли эти победы к установлению контроля династии Сены над упомянутыми территориями. Такие придворные поэты династии, как Умапатидхара и Шарана, описывают военные походы безымянного раджи, который завоевал Гауду, Калингу, Варанаси и Магадху. Считается, что во всех этих гимнах говорится о Лакшмане Сене. Между некоторыми надписями существуют определённые противоречия. Так, из Акалтарской надписи известно о том, что Валлабхараджа, вассал раджей Калачури (Чеди) из Ратнапура, нанёс поражение в битве правителю Гауды. В других надписях наоборот сообщается о том, что победу в битве одержал Лакшман Сена.
По мнению исследователей, Лакшмана Сена взошёл на престол уже в преклонном возрасте. В период его правления произошёл расцвет образования и учёности, в особенности литературы. Сам Лакшмана Сена написал множество санскритских поэм, некоторые из которых сохранились в антологии санскритской поэзии «Садукти-карнамрита», составленной другом царя Шридхарой Дасой, сыном Ватудасы. Лакшман Сена также завершил начатое ещё его отцом написание «Адбхута-сагары». При его дворе собирались такие легендарные поэты, как автор «Гитаговинды» Джаядева; Шарана; автор «Паванадуты» Дхойи; и, возможно, Говардхана. В период правления Лакшмана, главным судьёй и главным министром при дворе был Халаюдха Мишра, написавший «Брахмана-сарвасву». Умапатидхара, автор «Девапара-прашасти», также был одним из министров и придворным поэтом.
Известно, что Лакшмана Сена был убеждённым приверженцем вайшнавизма, тогда как его отец и дед поклонялись Шиве. Лакшман Сена называл себя «парама-вайшнава» или «парама-нарасимха». Лакшмана Сена был известен своими возвышенными качествами, которые привлекли внимание Минхадж-и-Сираджа, автора исторического труда «Табакат-и-насири», в котором бенгальский раджа описывается как «великий правитель» Бенгалии и сравнивается с первым турецким султаном Кутбуддином. К концу периода своего царствования, Лакшман Сена начал испытывать заметные трудности в управлении своим царством. Внутри государства начался разлад и дезинтеграция. В надписях того периода говорится об усилении стремившихся к независимости правителей различных провинций Бенгалии, что положило начало упадку династии Сена.
Последний удар правлению династии нанёс афганский исламский завоеватель Бахтияр Хилджи. После того, как вся Северная Индия пала под натиском мусульман, они устремили свои взгляды на восток. В 1205 году, завоевав Бихар, войска под предводительством Бахтияра Хилджи вторглись в Бенгалию. Лакшман Сена вынужден был отступить в восточную Бенгалию. Мусульманам постепенно удалось взять под свой контроль всю западную и северную Бенгалию, положив тем самым начало своему господству в регионе. В это время Лакшман Сена был уже глубоким стариком и потому был не в состоянии организовать надлежащее сопротивление мусульманам.
Бахтияр Хилджи поначалу прибыл в Бенгалию с группой из 17 всадников. Лакшман Сена принял его за торговца лошадьми и пустил его в Навадвипу, которая в то время была столицей Бенгалии. Бахтияр воспользовался этим и в результате внезапной атаки завоевал Надию. Лакшман Сена вынужден был бежать на юг Бенгалии, где и умер в 1206 году, после чего его сыновья продолжали править какое-то время. О присутствии Лакшмана Сены в южной Бенгалии свидетельствует Бховальская надпись на табличке о продаже участка земли недалеко от Дакки, где говорится, что сделка была заключена на 27-м году правления Лакшмана Сены.
Когда Лакшман Сена взошёл на престол, его династия правила всей территорией Бенгалии и её величие нашло своё отражение в многочисленных литературных памятниках, значительная часть которых была создана именно в период его правления. В последние годы царствования Лакшмана Сены, династия заметно ослабла и его сыновья потеряли контроль над северном и западом Бенгалии, удержав во владении только юго-восточную Бенгалию. Но и там появились конкурировавшие с ними местные правители.